# Johannes Lüdke
Johannes Lüdke (* 23. Oktober 1910 in Deutsches Reich; † nach 1963) war ein deutscher Filmeditor und ein Dokumentarfilm-Regisseur.

## Leben und Wirken
Lüdke lernte in der ersten Hälfte der 1930er Jahre die Filmbranche von der Pike auf kennen und stieß bald in das Umfeld von Bergfilmer Arnold Fanck und seiner einstigen Hauptdarstellerin Leni Riefenstahl. Lüdke half Riefenstahl bei der finalen Schnittfassung ihres zweiteiligen Dokumentarfilms über die Olympischen Spiele und Fanck wiederum bei der Fertigstellung seines Feuerland-Films Ein Robinson. Nach dem Krieg konzentrierte sich Johannes Lüdke auf die Herstellung von Dokumentarfilmen zu den unterschiedlichsten Themen. Hin und wieder wirkte er auch als Produktionsleiter. Für den Spielfilm zeigte er, abgesehen von einer erneuten Zusammenarbeit mit Riefenstahl bei ihrem Tiefland-Film Anfang der 1950er Jahre, kaum mehr Interesse. Nach seiner letzten Arbeit 1963 verliert sich Lüdkes Spur.

## Filmografie
Dokumentarfilme, wenn nicht anders angegeben
- 1936/38: Olympia (2 Teile, Schnitt)
- 1938: Der Barbier von Sevilla (El barbero de Sevilla, Spielfilm, Schnitt)
- 1939: Ein Robinson (Spielfilm, Schnitt)
- 1939: Von Patagonien nach Feuerland (Regie, Schnitt)
- 1940/54: Tiefland (Schnitt)
- 1949: Derby der Pedale – Quer durch Deutschland (Regie, Produktionsleitung)
- 1950: Haus der Jugend (Regie)
- 1951: Ferien vom Alltag (Regie)
- 1951: Der leere Stuhl (Regie)
- 1952: Für die Kinder der Welt (Regie)
- 1952: Der Traum der Bäuerin (Regie)
- 1954: Gitarren der Liebe (Spielfilm, Schnitt)
- 1958: Zwischen Glück und Krone (Produktionsleitung, Dialogregie)
- 1960: Spiel im Schloß (Regie)
- 1963: Viele Hände – viele Völker – ein Ziel (Regie)